# Chérie FM Belgique
Pour les informations générales, ou spécifiques à la France, voir Chérie FM.
Chérie (ex-Chérie FM) était une station de radio privée en Belgique appartenant à NGroup. Installée sur les ondes depuis 1990, elle en a disparu en 2008, lors du plan de fréquences, pour renaître en 2015 sous la forme d'une webradio musicale composée de musique pop et de douceurs, diffusée en streaming par Internet.

## Historique
Chérie FM Belgique est arrivée sur les ondes belges en octobre 1990. À la suite du rachat de fréquences détenues par un opérateur français, Propublic, la radio émet localement tout d’abord à partir de la capitale, Bruxelles, et des villes wallonnes de Charleroi et Liège pour ensuite s’étendre sur d’autres villes comme Namur, Mons, La Louvière et Ciney.
En 2008, lors du nouveau plan de fréquences, le Groupe Nostalgie-NRJ ne posant pas sa candidature, Chérie FM cesse d’émettre sur ses dernières fréquences de Charleroi et Liège,.
Le 14 février 2015, jour de la St Valentin, la radio reprend ses émissions. La chanteuse Axelle Red, marraine de la radio, est présente lors de l’émission inaugurale qui a lieu en live sur l’Esplanade de Louvain-La-Neuve.
Depuis septembre 2017, la radio change de nom et devient Chérie.

## Logos

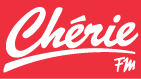
Ancien Logo du 14 février 2015 à septembre 2017.
Logo actuel depuis septembre 2017.

## Slogan
2015-2019 : Pop Love Music
2019-2021 : Chérir à chaque instant 
2021 - 2024: Chérir la vie en musique
2024 - : La bande originale de votre journée

## Animateurs
L'équipe des animateurs de la station est composée de cinq personnes.

## Programmation

### Généralités
Chérie vise essentiellement un public féminin, situé entre 25 et 45 ans, avec une programmation principalement composée de tubes des années 1980 à aujourd'hui,.

### Concerts
La station organise dans ses studios des concerts acoustiques (Texas, Selah Sue, Axelle Red, etc.) et publie chaque semaine le classement des titres préférés de ses auditeurs.

## Diffusion
Son programme est diffusé sur les canaux de la télévision digitale et sur Internet via streaming PC ainsi que via toutes les applications smartphones[source insuffisante].

## Audience
À la fois radio et produit digital, ses résultats d'audience sont repris dans les vagues de sondages officiels du CIM (Centre d'information sur les médias).